# Xerosecta cespitum
Xerosecta cespitum е вид коремоного от семейство Hygromiidae.

## Разпространение
Видът е разпространен във Франция (Корсика). Внесен е в Белгия.